# タイガー大越
タイガー大越（たいがーおおこし、Tiger Okoshi）は、日本出身のアメリカのトランペット奏者。主にジャズ、フュージョンの分野で活躍。現在、バークリー音楽大学教授、昭和音楽大学客員教授を務める。

## 略歴
1950年、兵庫県芦屋市生まれ、兵庫県立芦屋高等学校、関西学院大学卒業。
1972年、バークリー音楽院に留学、首席で卒業。
2014年、日本政府から日米の親善に顕著な貢献をしてきたことが認められ、外務大臣表彰を受賞。

## ディスコグラフィ

### アルバム
- 『タイムズ・スクエア』 - Times Square (1978年、ECM) ※ゲイリー・バートン、スティーヴ・スワロウ、ロイ・ヘインズと連名
- 『タイガーズ・バク』 - Tiger's Baku (1981年、JVC VICJ-23056)
- 『マッド・ケーキ』 - Mudd Cake (1982年、JVC VICJ-23027)
- 『フェイス・トゥ・フェイス』 - Face to Face (1989年、JVC VDJ-1198)
- 『チルドレン・オブ・グラヴィティ』 - Children of Gravity (1990年、JVC VICJ-37)
- 『エコーズ・オブ・ア・ノート』 - Echoes of a Note (1993年、JVC)
- 『トゥー・サイズ・トゥ・エヴリィ・ストーリー』 - Two Sides to Every Story (1994年、JVC)
- 『カラー・オブ・ソイル』 - Color of Soil (1998年、JVC)
- Live Club Soda (2007年、Analekta AN 2 9863) ※Trio Lorraine Desmarais, Tiger Okoshi And Special Guest Michel Cusson名義
- 『プレイズ・スタンダード』 - Plays Standard (2008年、Geneon)

### EP
- 『ハッスルタイガース』 - Hustle Tigers (2003年、JVC) ※阪神タイガース応援歌